# De Kunstdetective
De Kunstdetective is een televisieprogramma van de Nederlandse publieke Omroep MAX, gepresenteerd door Arthur Brand. 

## Inhoud
In het programma gaat Brand op zoek naar gestolen kunst in binnen- en buitenland. Het eerste seizoen startte op 17 juli 2018 met de aflevering over de gestolen paarden van Adolf Hitler. Het tweede seizoen ving aan op 1 september 2020.